# Armando López Salinas
Armando López Salinas (Madrid, 31 de octubre de 1925-ibídem, 25 de marzo de 2014) fue un escritor español y dirigente del Partido Comunista de España (PCE).

## Biografía
Militante del Partido Comunista de España, durante la clandestinidad del partido en la dictadura franquista fue miembro de su Comité Central y del Secretariado, el máximo de dirección del PCE. Fue subdirector del diario Mundo Obrero, el diario del PCE, y corresponsal en Madrid de Radio España Independiente (más conocida como «Radio Pirenaica»), la emisora clandestina que más tiempo estuvo en antena (40 años). Durante los años del franquismo colaboró habitualmente con revista cultural Cuadernos para el Diálogo.

## Novelas
- La mina, que fue finalista del Premio Nadal (1959).
- Caminando por las Hurdes (1960), con Antonio Ferres.[6]
- Año tras año (1962) que fue Premio Machado de Novela.
- Por el río abajo (1966) con A. Grosso.
- Viaje al país gallego (1967) con J. Alfaya.
- Crónica de un viaje y otros relatos (2007).